# Доњи Петровићи
Доњи Петровићи су насељено мјесто у општини Крупа на Уни, Република Српска, БиХ. Према попису становништва из 1991. у насељу је живјело 335 становника. На попису становништва 2013. године, у насељу је пописано 188 становника.

## Становништво
| Демографија | Демографија | Демографија |
| Година      | Становника  | Становника  |
| ----------- | ----------- | ----------- |
| 1948.       | 603         |             |
| 1953.       | 659         |             |
| 1961.       | 565         |             |
| 1971.       | 530         |             |
| 1981.       | 386         |             |
| 1991.       | 335         |             |
| 2013.       | 188         |             |

## Знамените личности
- Душко Јазић Јазо, пјевач, солиста и вођа крајишког музичког састава Крајишници из Футога.
- Радослав Јазић Баћо, пјевач, пратећи вокал крајишког музичког састава Крајишници из Футога.
- Гојко Кличковић, некадашњи председник Владе Републике Српске.